# Haddadus binotatus
Haddadus binotatus är en groddjursart som först beskrevs av Johann Baptist von Spix 1824.  Haddadus binotatus ingår i släktet Haddadus och familjen Craugastoridae. IUCN kategoriserar arten globalt som livskraftig. Inga underarter finns listade i Catalogue of Life.